# We Had It All
We Had It All fue el último álbum del cantante Scott Walker, publicado en 1974, quien tardó diez años en volver a retomar su carrera solista. Posteriormente a la publicación del álbum, se produjo la segunda reunión de la banda  estadounidense The Walker Brothers, con los cuales el cantante grabó 3 álbumes antes de la segunda disolución del grupo. En la primera parte del álbum, mayoritariamente escrita por Billy Joe Shaver, aparece Honky Tonk Heroes por Waylon Jennings, publicada un año antes.
Este disco fue reeditado junto con Stretch veintitrés años más tarde a través de BGO Records.

## Lista de temas
| Lado uno |                                  |                           |          |  |
| N.º      | Título                           | Escritor(es)              | Duración |  |
| 1.       | «Low Down Freedom»               | Billy Joe Shaver          | 3:43     |  |
| 2.       | «We Had It All»                  | Donnie Fritts, Troy Seals | 3:29     |  |
| 3.       | «Black Rose»                     | Billy Joe Shaver          | 3:16     |  |
| 4.       | «Ride Me Down Easy»              | Billy Joe Shaver          | 3:32     |  |
| 5.       | «You're Young and You'll Forget» | Jerry Reed                | 2:27     |  |

| Lado dos |                                        |                                                      |          |  |
| N.º      | Título                                 | Escritor(es)                                         | Duración |  |
| 6.       | «The House Song»                       | Robert H. Bannard, Paul Stookey                      | 3:44     |  |
| 7.       | «What Ever Happened to Saturday Night» | Randy Meisner, Don Henley, Glenn Frey, Bernie Leadon | 2:53     |  |
| 8.       | «Sundown»                              | Gordon Lightfoot                                     | 4:49     |  |
| 9.       | «Old Five and Dimers Like Me»          | Billy Joe Shaver                                     | 4:35     |  |
| 10.      | «Delta Dawn»                           | Alex Harvey                                          | 3:47     |  |

## Detalles de lanzamiento
| País        | Fecha | Discográfica | Formato | Catálogo |                       |
| Reino Unido | 1974  | CBS Records  | Vinilo  | 80254    |                       |
|             | 1997  | BGO Records  | CD      | BGOCD358 | Reeditado con Stretch |